# Felipe Muñoz
Felipe Muñoz Kapamas (ur. 3 lutego 1951 w Meksyku) – meksykański pływak. Złoty medalista olimpijski z Meksyku.
Specjalizował się w stylu klasycznym. W 1968, podczas igrzysk rozgrywanych w swoim ojczystym kraju, w wieku 17 lat zdobył złoty medal na dystansie 200 metrów żabką. W 1972 ponownie brał udział w igrzyskach olimpijskich, był chorążym Meksyku podczas ceremonii otwarcia. W 1971 został srebrnym (200 m żabką) i brązowym (200 m zmiennym) medalistą igrzysk panamerykańskich. W 1991 został przyjęty do International Swimming Hall of Fame.